# Dante Vanzeir
Dante Vanzeir (ur. 16 kwietnia 1998 w Beringen) – belgijski piłkarz grający na pozycji napastnika. Od 2023 jest zawodnikiem klubu New York Red Bulls.

## Kariera klubowa
Swoją piłkarską karierę Vanzeir rozpoczął w 2004 roku w juniorach KRC Genk. W 2016 roku awansował do pierwszej drużyny. 18 września 2016 zadebiutował w niej w pierwszej lidze belgijskiej w przegranym 0:2 domowym meczu z Anderlechtem, gdy w 81. minucie zmienił Leona Baileya.
W 2018 roku Vanzeir został na rok wypożyczony do drugoligowego Beerschotu Wilrijk. Swój debiut w nim zaliczył 5 sierpnia 2018 w zremisowanym 3:3 wyjazdowym meczu z AFC Tubize. W debiucie zdobył gola.
Sezon 2019/2020 Vanzeir ponownie spędził na wypożyczeniu, tym razem w KV Mechelen. W Mechelen zadebiutował 27 lipca 2019 w wygranym 2:0 wyjazdowym meczu z SV Zulte Waregem.
30 lipca 2020 Vanzeir przeszedł do Royale Union Saint-Gilloise. W barwach tego klubu swój debiut zaliczył 21 sierpnia 2020 w wygranym 2:0 wyjazdowym meczu z KMSK Deinze. W sezonie 2020/2021 awansował z Unionem z drugiej do pierwszej ligi. W sezonie 2021/2022 wywalczył z nim wicemistrzostwo Belgii.
W lutym 2023 Vanzeir przeszedł za 5 milionów euro do New York Red Bulls. Swój debiut w nim zaliczył 5 marca 2023 w zremisowanym 0:0 domowym meczu z Nashville SC.
| Sezon   | Klub               | Kraj              | Rozgrywki       | Mecze | Gole |
| ------- | ------------------ | ----------------- | --------------- | ----- | ---- |
| 2016/17 | KRC Genk           | Belgia            | Eerste klasse A | 1     | 0    |
| 2017/18 | KRC Genk           | Belgia            | Eerste klasse A | 5     | 1    |
| 2018/19 | Beerschot Wilrijk  | Belgia            | Eerste klasse B | 37    | 15   |
| 2019/20 | KV Mechelen        | Belgia            | Eerste klasse A | 18    | 3    |
| 2020/21 | Union SG           | Belgia            | Eerste klasse B | 24    | 19   |
| 2021/22 | Union SG           | Belgia            | Eerste klasse A | 35    | 15   |
| 2022/23 | Union SG           | Belgia            | Eerste klasse A | 20    | 10   |
| 2023    | New York Red Bulls | Stany Zjednoczone | MLS             | 19    | 2    |

## Kariera reprezentacyjna
Vanzeir grał w młodzieżowych reprezentacjach Belgii na różnych szczeblach wiekowych: U-16, U-17, U-18, U-19 i U-21. W 2015 roku był w kadrze Belgii na Mistrzostwach Świata U-17. Z Belgią zajął na nich 3. miejsce, a w meczu o 3. miejsce z Meksykiem (3:2) strzelił dwie bramki. W reprezentacji Belgii Vanzeir zadebiutował 16 listopada 2021 w zremisowanym 1:1 meczu eliminacji do MŚ 2022 z Walią, rozegranym w Cardiff, gdy w 59. minucie zmienił Divocka Origiego.